# Stenodyneroides bensoni
Stenodyneroides bensoni är en stekelart som först beskrevs av Giordani Soika 1934.  Stenodyneroides bensoni ingår i släktet Stenodyneroides och familjen Eumenidae. Inga underarter finns listade i Catalogue of Life.